# Youssef Badr
Youssef Badr, né le 5 avril 1981 à Levallois-Perret, est un magistrat français, porte-parole du ministère de la Justice de 2017 à 2019.

## Biographie

### Jeunesse et formation
Né d'une mère femme de ménage et un père ouvrier dans le bâtiment, immigrés marocains arrivés en France à la fin des années 1970, Youssef Badr est l'avant-dernier d’une fratrie de cinq enfants. Enfant, il se voyait avocat et rêvait d'étudier en école de commerce.
Youssef Badr est titulaire d'un diplôme universitaire de technologie en carrières juridiques obtenu à la faculté de Villetaneuse. Après un premier échec à l'oral, il réussit le concours d'entrée à l'École nationale de la magistrature en décembre 2007 et est nommé auditeur de justice en 2008.

### Carrière
À sa sortie de l'École nationale de la magistrature en 2010, Youssef Badr commence sa carrière comme substitut du procureur de la République près le tribunal de grande instance de Meaux. 
En septembre 2012, il rejoint le parquet du tribunal de grande instance de Bobigny en tant que référent sur les violences conjugales, puis intègre la division des affaires criminelles et de la délinquance organisée. 
En janvier 2016, il est nommé substitut près le tribunal de grande instance de Paris, où il passe quelques mois à la section P12 (comparutions immédiates) avant d'intégrer la juridiction inter-régionale spécialisée.
En octobre 2017, Youssef Badr est nommé premier substitut à l'administration publique centrale et devient le porte-parole du Ministère de la justice, poste qu'il occupera pendant deux années,.  
Il quitte le poste de porte-parole de la Chancellerie le 23 septembre 2019 pour être détaché auprès de l'École nationale de la magistrature en tant que coordonnateur de formation au sein du pôle « communication judiciaire »,, poste qu’il occupe durant trois ans. 
En mai 2021, il intègre le groupe de travail présidé par Élisabeth Guigou consacré à la présomption d'innocence. Le rapport est remis au ministre de la Justice le 15 octobre 2021.
En juillet 2022, il est nommé premier vice-président adjoint au tribunal judiciaire de Bobigny.
Le 15 janvier 2025, Youssef Badr est décoré chevalier de l’Ordre national du mérite.

## Activité associative
Youssef Badr parraine des étudiants des différents IUT de Seine-Saint-Denis depuis 2018. Il a été le parrain d’honneur de l’association « La Grande famille » qui parraine chaque année plusieurs étudiants issus de ces IUT (Bobigny, Villetaneuse et Saint-Denis). 
Avec d'autres personnes, il contribue à la création en juillet 2021 de « la Courte Echelle », association destinée à lutter contre le décrochage universitaire.

## Filmographie
- 2009 : Permis de juger de Sarah Lebas. Youssef Badr apparaît et témoigne alors qu'il est en formation à l'École nationale de la magistrature[14].
- 2016 : Un procureur sur la ville de Cyril Denvers. Youssef Badr apparaît dans le premier épisode de la série, consacré au tribunal de Bobigny.
- 2019 : Rendre la justice de Robert Salis. Youssef Badr témoigne aux côtés d'une vingtaine de magistrats[15].

## Contributions
- "Brèves réflexions sur la justice face aux réseaux sociaux", in Laurent Gamet (dir.) et Christophe André (dir.) (préf. Robert Badinter), Mélanges en l'honneur de Dany Cohen - Etats de droits, Paris, Dalloz, 12 octobre 2023 (ISBN 978-2-247-22394-7)[16].